# Guadaba Airport
Guadaba Airport är en flygplats i Chile.   Den ligger i provinsen Provincia de Malleco och regionen Región de la Araucanía, i den södra delen av landet, 500 km söder om huvudstaden Santiago de Chile. Guadaba Airport ligger 86 meter över havet.
Terrängen runt Guadaba Airport är platt åt sydost, men åt nordväst är den kuperad. Runt Guadaba Airport är det glesbefolkat, med 8 invånare per kvadratkilometer..
I omgivningarna runt Guadaba Airport växer i huvudsak städsegrön lövskog.